# Scinax similis
Scinax similis és una espècie de granota de la família dels hílids endèmica del Brasil. Aquesta espècie és coneguda a la regió costanera de Caraguatatuba, en l'Estat de São Paulo, Rio de Janeiro. Ocorre fins 1.100m d'altitud. Es tracta d'una espècie terrestre i d'aigua dolça. El seu hàbitat inclou sabanes seques, prats a baixa altitud, pantans, maresmes intermitents d'aigua dolça, pastures, jardins rurals, àrees urbanes, zones prèviament boscoses ara molt degradades i estanys. No hi ha amenaces conegudes per a la supervivència d'aquesta espècie, tot i que la pertorbació de l'hàbitat i la creació d'àrees obertes afavoreixen aquesta espècie. La distribució de l'espècie inclou diverses àrees protegides. Actualment calen mesures de conservació. Cal més investigació per a resoldre la confusió taxonòmica dins del gènere Scinax.